# 日豪関係
日豪関係または日濠関係（にちごうかんけい、英語: Australia–Japan relations）では、日本とオーストラリアの二国間関係について述べる。
両国はともに、環太平洋パートナーシップ協定 (CPTPP)、経済協力開発機構 (OECD)、アジア太平洋経済協力 (APEC) の加盟国である。オーストラリア政府と財界のトップは、日本が輸出市場に不可欠であり、オーストラリアの将来の成長とアジア太平洋地域の繁栄に必要な存在であると見ている。

## 外交

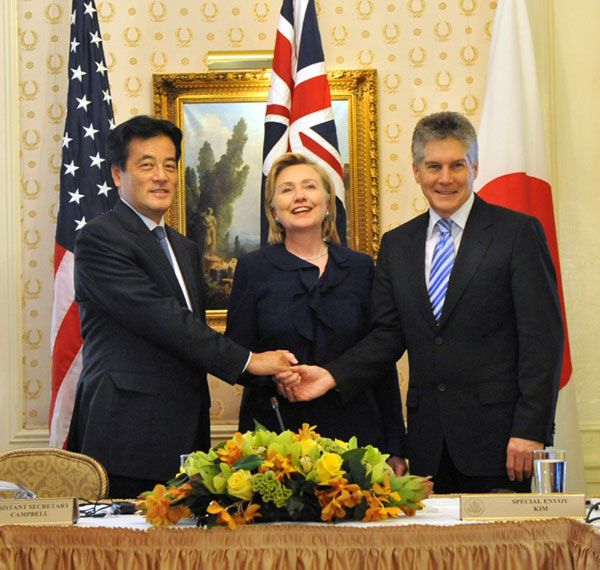
2009年9月21日、ウォルドルフ＝アストリアにて握手を交わす日本の岡田克也外務大臣、アメリカのヒラリー・クリントン国務長官、オーストラリアのスティーヴン・スミス外務大臣

第二次世界大戦後、1957年（昭和32年）4月、オーストラリアの首相、ロバート・メンジーズが夫人とともに国賓として訪日。
1976年には、日豪友好協力基本条約を締結した。締結30周年を迎えた2006年3月に出された共同声明において、オーストラリアのアレクサンダー・ダウナー外務大臣と日本の麻生太郎外相は、互いの関係を「同じ民主主義の価値観、互いの尊重、深い友好、そして同じ戦略的見解」にもとづく「これまでより強い」「協力関係」にあると宣言した。
オーストラリアと日本は、APEC、ASEAN地域フォーラム (ARF) そして東アジアサミット (EAS) を含む、様々な地域のフォーラムを強化するため、共に働きかけていくことに同意した。だが、捕鯨問題においては長年対立しており、捕鯨反対派のオーストラリアは調査捕鯨を行っている日本に対し、懸念の意を表明している。

かつてオーストラリアは1919年のパリ講和会議で日本政府が提出した人種的差別撤廃提案を廃案にすることに成功し、日本の国際協調外交を転換させる契機を作ったことがあった。
2018年11月16日、安倍晋三内閣総理大臣は、第二次世界大戦時にダーウィン空襲がおこなわれたノーザンテリトリー・ダーウィンを訪問し、スコット・モリソン首相とともに慰霊碑に献花し、亡くなった250人以上を追悼した。地元紙は関連記事を多数掲載して好意的に報じており、地元紙『ノーザンテリトリーニュース』は、安倍とモリソンがダーウィン空襲の犠牲者を含む戦没者を慰霊する碑を訪れ、献花した際の写真を「州のライジングサン」の見出しとともに掲載し、別記事では「このすばらしい、歴史的な安倍首相の訪問で、日豪の友好の絆がさらに強まったことをうれしく思う」とする地元交流団体のコメントを掲載し、歴史家の「われわれは決して忘れないが、許すことができる」との寄稿を添えた。2020年8月28日、モリソンは、安倍が内閣総理大臣を辞任する意向を表明したことを受けて、「日本はオーストラリアにとり、最も緊密なパートナーのひとつである」「私が首相として最も心を動かされた体験のひとつが、ダーウィンにおける慰霊碑への献花である。安倍首相と並んで立ち、オーストラリアの戦没者に敬意を表すると共に、両国が現在共有する忠誠と友情の絆を示し合った。これは、両国が時間をかけて歩んできた長い旅路の象徴的な一歩であった」という声明を発表した。
2022年1月6日、岸田文雄内閣総理大臣とモリソンは、オンライン上で行われた首脳会談で日豪円滑化協定に署名した。

## 経済
1960年代 - 1970年代、オーストラリアの貿易は、それまでのイギリス連邦中心からアジアが中心の貿易に変わっていき、その中でも日本は特に主要な取引相手となった。オーストラリアにとって日本は中国に次ぐ大きな輸出市場であり、また日本にとってもオーストラリアは輸出国9位にあげられる。オーストラリアは日本に対して貿易黒字となっている。
日本にとってオーストラリアは食糧と原料資源の大きな調達国でもある。1990年、日本の輸入量の5.3%がオーストラリアからのものであった。オーストラリアは、日本にとって石炭、鉄鉱石、羊毛、砂糖の最も重要な供給源である。また、オーストラリアはウランの供給源の一つでもある。これらの供給資本の幾分かは欧米資本や日本からの直接投資によるインフラ整備により形成されている。
2015年には日豪経済連携協定 (EPA) が、2018年には環太平洋パートナーシップに関する包括的及び先進的な協定 (TPP11) が発効し、経済の壁は低くなっている。

## 軍事

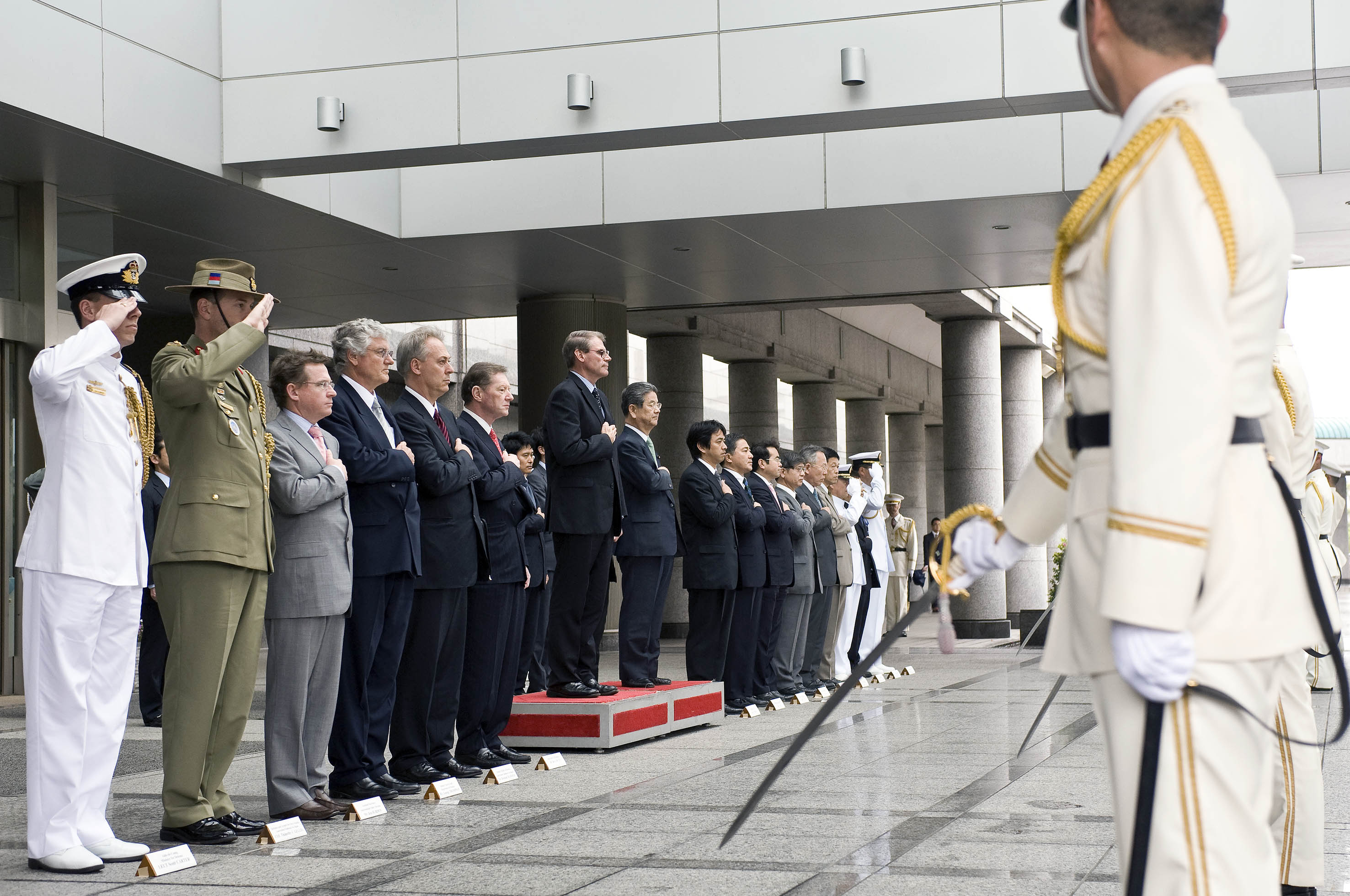
日豪防相会議（2010年）

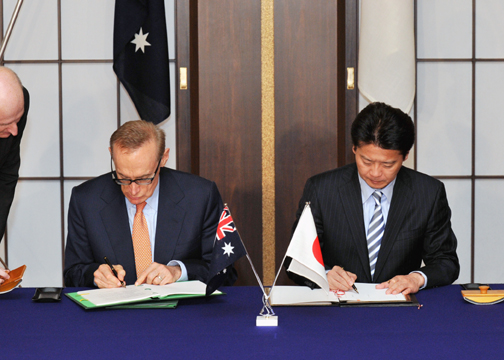
情報保護協定に署名する玄葉光一郎外務大臣とボブ・カー外務大臣（2012年）

日本とオーストラリアは、双方ともアメリカと極めて緊密な軍事関係を構築しており、その関係から防衛首脳の会談も他国と比べて頻繁に行われている。自衛隊がイラクに派遣されたときには、サマーワでオーストラリア軍とともに復興活動に従事した。
2007年2月15日には、外務・防衛当局の審議官級協議が行われ、自衛隊とオーストラリア軍の共同演習などを今後行うという方針を確認した。2007年3月には、ジョン・ハワード首相が日本を訪問し、安倍晋三首相と安全保障協力に関する日豪共同宣言（日豪安保共同宣言）に署名、国際連合平和維持活動 (PKO) の共同訓練、核兵器・ミサイルなど大量破壊兵器遮断とテロ対策、国境を越えた犯罪予防協力など9項目での協力が成立した。
両国の外交・防衛閣僚による定期協議（2プラス2）の実施も盛り込まれ、これにより日本にとってオーストラリアはアメリカを除いて初めての安保分野の協力国となった。
2014年4月には武器輸出三原則の改訂を受け、防衛装備品の共同開発の協議が進んだ。潜水艦の共同開発などが考えられている。2014年4月7日には、トニー・アボット首相が、外国の首脳としては初めて日本の国家安全保障会議に出席、日豪の安全保障面の結びつきの強さをアピールした。
2014年6月に日本とオーストラリアは、潜水艦の研究や防衛装備品の輸出、共同研究について実質に合意した。日本が同様の協定を結ぶのは、アメリカ、イギリスに続いてオーストラリアが3か国目となった。
オーストラリアは、日本の集団的自衛権の行使容認の方針を支持している国の一つである。日本の集団的自衛権の行使は、日豪の協力関係の強化に繋がるとしている。

## 旅行
かつてオーストラリアは日本人に人気のある観光地の一つであったが、近年ではその旅行者数は激減している。旅行先の多様化や一過性ブームの終焉、お土産のユニークさに欠けることなども原因とされている。オーストラリアへの旅行者のうち、日本人は2007年度から約30%減という大幅な減少となっている。
一方、オーストラリアでは日本はスキーリゾートなどの旅行先として人気がある。オーストラリアにとって、日本は季節が反対である北半球の国の中で最も近く、時差もほとんどないため、オーストラリアが夏の時に、気軽にスキーを楽しめることもあり、雪質が良い代表的なスキーの名所である北海道や長野県などに人気が集まっている。一方で、一部にはマナーを守らない旅行者もおり、オーストラリア人によると思しき落書きが見つかった事例がある。

## 捕鯨
日本とオーストラリアは、捕鯨に関する対立がある。
日本は捕鯨文化も持つ国として、ノルウェーやアイスランドとともに国際捕鯨委員会 (IWC) で商業捕鯨の再開を目指すなど捕鯨賛成派の主導的役割を担っている。一方、オーストラリアはニュージーランドなどとともに反捕鯨の急先鋒とも言える存在であり、2008年10月には世界自然保護会議において、ピーター・ギャレット環境大臣が、捕鯨国に対して動議で採択された案よりも厳しくするよう訴えたこともある。もっとも、ギャレットはこの強硬な姿勢のため、まとまりかけたこの動議を台無しにしてしまっている。

2007から2008年にかけてのオーストラリアの反捕鯨政策は、日本が調査捕鯨において年間50頭のザトウクジラを捕獲しようとした件に対してのものである。これは南極のザトウクジラがオーストラリア近海に回遊し、オーストラリアはそのホエールウォッチングで年間約150万人の観光客を集め、2億2500万ドル（約265億円）の経済効果を上げていることが背景にあり、国益の絡んだ経済問題としての様相を呈している。
2010年5月31日、オーストラリアは日本による第二期南極海鯨類捕獲調査の国際法上の違法性を主張して日本を国際司法裁判所に提訴し、2014年3月、日本の全面敗訴で終わった。詳細は南極海捕鯨事件を参照。

## オーストラリア人の対日・対日本人感情
| 調査対象国     | 肯定 | 否定 | どちらでもない | 肯定-否定 |
| -------------- | ---- | ---- | -------------- | --------- |
| 中国           | 22%  | 75%  | 3              | -53       |
| スペイン       | 39%  | 36%  | 25             | 3         |
| トルコ         | 50%  | 32%  | 18             | 18        |
| パキスタン     | 38%  | 20%  | 42             | 18        |
| インド         | 45%  | 17%  | 38             | 28        |
| ロシア         | 45%  | 16%  | 39             | 29        |
| ペルー         | 56%  | 25%  | 19             | 31        |
| ナイジェリア   | 57%  | 24%  | 19             | 33        |
| イギリス       | 65%  | 30%  | 5              | 35        |
| メキシコ       | 59%  | 23%  | 18             | 36        |
| ケニア         | 58%  | 22%  | 20             | 36        |
| ドイツ         | 50%  | 13%  | 37             | 37        |
| インドネシア   | 57%  | 17%  | 26             | 40        |
| アメリカ       | 65%  | 23%  | 12             | 42        |
| ギリシャ       | 52%  | 9%   | 39             | 43        |
| フランス       | 74%  | 21%  | 5              | 53        |
| ブラジル       | 70%  | 15%  | 15             | 55        |
| オーストラリア | 78%  | 17%  | 5              | 61        |
| カナダ         | 77%  | 12%  | 11             | 65        |

| 調査対象国     | 肯定 | 否定 | どちらでもない | 肯定-否定 |
| -------------- | ---- | ---- | -------------- | --------- |
| 中国           | 4%   | 90%  | 6              | -86       |
| 韓国           | 22%  | 77%  | 1              | -55       |
| パキスタン     | 51%  | 7%   | 42             | 44        |
| フィリピン     | 78%  | 18%  | 4              | 60        |
| オーストラリア | 78%  | 16%  | 6              | 62        |
| インドネシア   | 79%  | 12%  | 9              | 67        |
| マレーシア     | 80%  | 6%   | 14             | 74        |

ここ20年間、オーストラリアでは日本の調査捕鯨に反対する世論が高まり、環境問題に関して過激な思想を持つ団体を公然と支持する者が現れたり、本来オーストラリアの主権が及ばない海域において、日本やノルウェーなどの捕鯨船に対する発砲や爆破、当て逃げ行為といったシーシェパードの一連の破壊活動をオーストラリア政府が黙認している状況である。2011年1月にジュリア・ギラード首相は日本の捕鯨船への妨害行為を行うシーシェパードに対して警告を発した。
オーストラリア第28代目首相のトニー・アボットは、日本との関係を「アジアにおける最良の友」「世界史の中で最もお互いに恩恵を受けてきた二国間関係の1つ」と評価している。
BBCワールドサービスやピュー研究所が定期的に実施している世界各国を対象とした対他国感情に関する調査によれば、オーストラリアにおける対日・対日本人感情は好意的な回答を示している。BBCワールドサービスが実施した2017年度調査では、対日・対日本人感情の好意的な回答が全調査対象国のなかでトップクラスであり、オーストラリア人の78%が日本の影響力を肯定的に見ており、17%が否定的な見解を示しているという状況で、オーストラリアは世界で最も親日的な国となっている。
2018年に外務省が実施した世論調査における「オーストラリアにとって今後重要なパートナーとなるのは次のうちどの国か」という設問では、日本は44%でアメリカと同率1位となっている。

## 外交使節

### 在日オーストラリア大使
1. エドワード・ロナルド・ウォーカー（英語版）（1952年 - 1955年）
2. アラン・ワット（英語版）（1956年 - 1960年、信任状捧呈は4月25日[22]）
3. ローレンス・マッキンタイア（英語版）（1960年 - 1965年）
4. アレン・ブラウン（英語版）（1965年 - 1970年）
5. ゴードン・フリース（英語版）（1970年 - 1973年）
6. ミック・シャン（英語版）（1973年 - 1977年）
7. ジョン・メナデュー（英語版）（1977年 - 1980年）
8. ジェームズ・プリムソル（英語版）（1981年 - 1982年）
9. ニール・カリー（英語版）（1982年 - 1986年）
10. ジェフ・ミラー（英語版）（1986年 - 1989年）
11. ロードン・ダルリンプル（英語版）（1989年 - 1993年、信任状捧呈は7月4日[23]）
12. アシュトン・カルバート（英語版）（1993年 - 1998年、信任状捧呈は12月17日[24]）
13. ピーター・グレイ（1998年 - 2001年、信任状捧呈は4月27日[25]）
14. ジョン・マッカーシー（英語版）（2001年 - 2004年、信任状捧呈は7月27日[26]）
  - （臨時代理大使）ペネロープ・アン・リチャーズ（2004年）
15. マレー・マクリーン（英語版）（2004年 - 2011年、信任状捧呈は12月10日[27]）
16. ブルース・ミラー（英語版）（2011年 - 2017年、信任状捧呈は10月6日[28]）
  - （臨時代理大使）クレア・モニカ・ウォルシュ（2017年）
17. リチャード・コート（英語版）（2017年 - 2020年、信任状捧呈は4月11日[29]）
  - （臨時代理大使）ユ・ヘギョン（2020年）
18. ジャン・アダムズ（英語版）（2020年 - 2022年、信任状捧呈は11月27日[30]）
  - （臨時代理大使）ピーター・ルウェリン・ロバーツ（ドイツ語版）（2022年）
19. ジャスティン・ラウール・ヘイハースト（2023年 -、信任状捧呈は4月24日[31]）